# 니코 로스베르크
니코 로스베르크(Nico Rosberg, 1985년 6월 27일 ~ )는 독일의 레이싱 드라이버로, 포뮬러 원에서 메르세데스 AMG 페트로나스 F1팀 소속으로 2016년까지 활동하였다.

## 생애
1996년 카레이싱에 입문한 니코 로스베르크는 2002년 주니어 레이싱 대회인 포뮬러 BMW에서 우승한다. 그 후 포뮬러 3 유로시리즈에서 좋은 성적을 올린 그는 ART Grand Prix팀에 들어가 신생대회인 GP2 시리즈에서 우승한 최초의 드라이버가 된다. 2006년 AT&T 윌리엄스팀 소속으로 F1에서 네 시즌을 활동한 그는 2009년부터는 팀을 옮겨 메르세데스 AMG 페트로나스 F1팀에서 활동하고 있다. 2012년에는 F1 중국 그랑프리에서 우승을 차지하였다.